# Rhinolophus fumigatus
Rhinolophus fumigatus — вид рукокрилих родини Підковикові (Rhinolophidae).

## Поширення
Країни поширення: Ангола, Бенін, Буркіна-Фасо, Камерун, Центральноафриканська Республіка, Чад, Демократична Республіка Конго, Кот-д'Івуар, Еритрея, Ефіопія, Габон, Гамбія, Гана, Гвінея, Кенія, Ліберія, Малаві, Малі, Мавританія, Мозамбік, Намібія, Нігер, Нігерія, Руанда, Сенегал, Сьєрра-Леоне, Сомалі, Південна Африка, Судан, Танзанія, Того, Уганда, Замбія, Зімбабве. Цей вид широко, але нерівномірно, записаний на більшій частині Африки південніше Сахари. Проживає в сухих лісах, сухих і вологих саванах. Колонії, як правило, пов'язані з печерами. 

## Загрози та охорона
Здається, немає серйозних загроз для даного виду. У зв'язку з широким ареалом, здається ймовірним, що він присутній в декількох охоронних територіях.